# Planès (Planoles)
|  | No s'ha de confondre amb Planès, a l'Alta Cerdanya.. |

Planès —anomenada Planès de Rigard anteriorment— és una entitat de població del municipi de Planoles, a la comarca catalana del Ripollès. El poble se situa a la confluència de les carreteres N-260 i GIV-4016, a l'oest del terme municipal.
Formà part fins a finals dels anys seixanta del municipi de Toses. Actualment compta amb nombroses cases que esdevenen segones residències d'estiueig. En destaca l'església romànica de Sant Marcel, construïda al segle xii, que fou sufragània de la parròquia de Nevà.

## Demografia
| 2000 | 2001 | 2002 | 2003 | 2004 | 2005 | 2006 | 2007 | 2008 | 2009 | 2010 | 2011 | 2012 | 2013 | 2014 | 2015 | 2016 | 2017 |
| ---- | ---- | ---- | ---- | ---- | ---- | ---- | ---- | ---- | ---- | ---- | ---- | ---- | ---- | ---- | ---- | ---- | ---- |
| 31   | 37   | 36   | 37   | 35   | 34   | 31   | 29   | 30   | 32   | 35   | 37   | 32   | 33   | 34   | 33   | 30   | 31   |

|  |               |  |
|  |               |  |
|  | Font: Idescat |  |